# Dryophiops
Dryophiops — рід змій родини полозових (Colubridae). Представники цього роду мешкають в Південно-Східній Азії.

## Види
Рід Dryophiops нараховує 2 види:
- Dryophiops philippina Boulenger, 1896
- Dryophiops rubescens (Gray, 1835)